# Галстучная настоящая котинга
Галстучная настоящая котинга (лат. Cotinga maculata) — вид птиц рода настоящие котинги семейства котинговых. Подвидов не выделяют. Длина составляет 18,8-22,0 см. У этой птицы кобальтово-синяя спинка, тёмно-фиолетовый низ с кобальтово-синим «воротником» на груди. Самка черновато-коричневого цвета с белым окологлазным кольцом. Этот вид был классифицирован Международным союзом охраны природы (МСОП) как находящийся на грани исчезновения из-за его небольшой общей популяции, оцениваемой от 50 до 250 половозрелых особей, предполагается, что популяция быстро сокращается из-за высоких темпов обезлесения и фрагментации среды обитания этой птицы. Питается семенами, ягодами, фруктами и насекомыми.